# Det Ny Teater

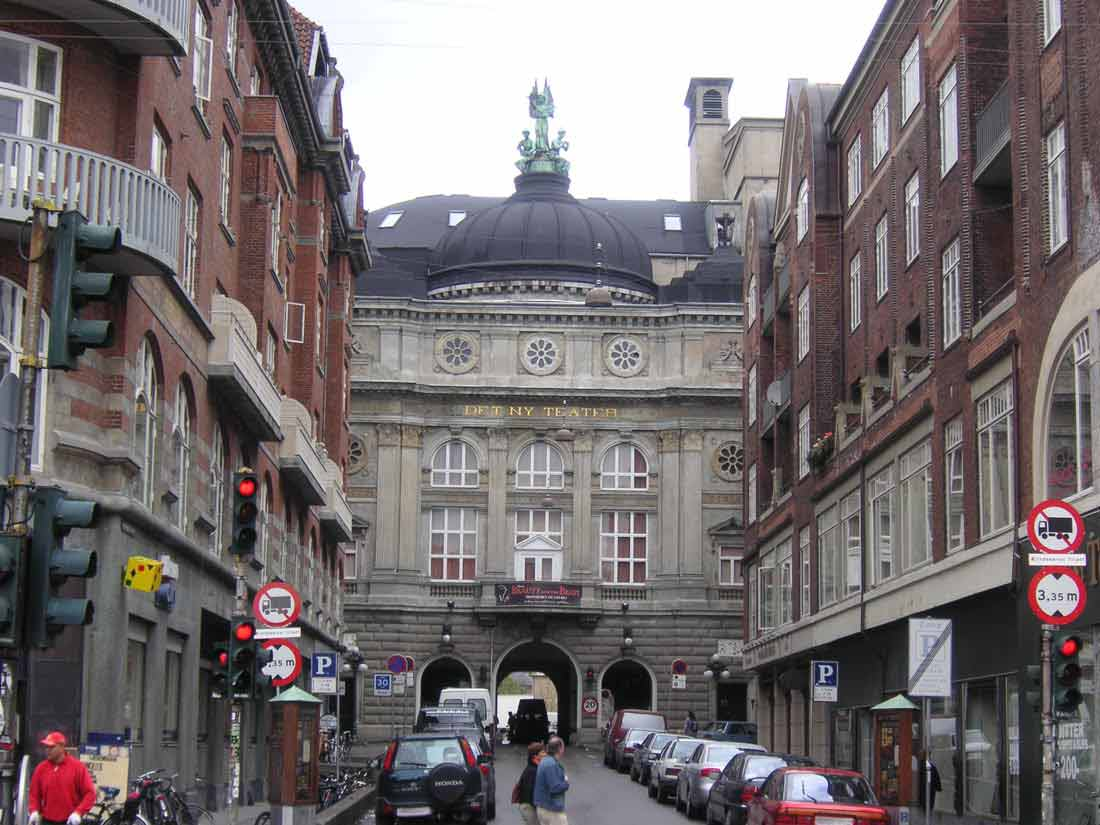
Det Ny Teater, Köpenhamn.

Det ny Teater är en teater på Vesterbro i Köpenhamn, uppförd 1907-1908 av Lorentz Gudme och färdigställd av Ludvig Andersen.
Teatern öppnade den 19 september 1908 under ledning av Viggo Lindstrøm med ett franskt Napoleonstycke, Den skønne Marseillanerinde, med bland andra Poul Reumert, Asta Nielsen och Clara Wieth i rollerna. Efter tre säsonger tog Ivar Schmidt över 1911. Han drev teatern till 1937, med en trupp som innefattade storheter som Else-Marie, Berthe Qvistgaard, Ellen Gottschalch, Ib Schønberg och Osvald Helmuth.
Mellan 1944 och 1966 hade Peer Gregaard ledningen av teatern. Han gjorde teatern till en ledande scen i Köpenhamn. Under 1960-talet fick teatern emellertid svårt med ekonomin, och Knud Poulsen, som tog över 1969, var nära att gå i konkurs innan amtet och staten sköt till pengar inför 1971 års uppsättning av Jeppe på berget. 1991 blev teatern av med produktionsstödet från staten och tvingades stänga. Den renoverades och öppnade 1994 som en operett- och musikalscen med en uppsättning av Läderlappen. Man har med stor framgång satt upp Andrew Lloyd Webbers The Phantom of the Opera 2000-2002.